# سيدي امساهل (عين ماردة)
سيدي امساهل هو دُوَّار يقع بجماعة عين بوعلي، إقليم مولاي يعقوب، جهة فاس مكناس في المملكة المغربية. ينتمي الدوّار لمشيخة عين ماردة التي تضم 36 دوار. يقدر عدد وفقًا للتعداد الرسمي للسكان والمساكن لعام 2004، قُدر عدد سكان البلدة بـ321 نسمة.

## روابط خارجية
- البوابة الوطنية للجماعات الترابية نسخة محفوظة 12 مارس 2018 على موقع واي باك مشين.
- المندوبية السامية للتخطيط